# المناقع (العدين)

تعديل مصدري - تعديل

المناقع محلة تابعة لقرية الدفدف، التابعة لعزلة بني هات بمديرية العدين إحدى مديريات محافظة إب في الجمهورية اليمنية، بلغ تعداد سكانها 35 حسب تعداد اليمن لعام 2004.